# Hydroxybiphenyle
Hydroxybiphenyle  (Alternativbezeichnungen Phenylphenole, Biphenylole) sind Aromaten und bilden in der Chemie eine Stoffgruppe von organischen Verbindungen, die sich vom Biphenyl und Phenol ableiten. Sie sind in Wasser sehr schwer, in Alkalihydroxid-Lösung und in vielen organischen Lösungsmitteln gut löslich.

## Vertreter
| Gefahrensymbol | Gefahrensymbol | Gefahrensymbol |

| Gefahrensymbol |

| Gefahrensymbol | Gefahrensymbol |

## Vorkommen und Herstellung
Das beim Cumol-Verfahren anfallende rohe Phenol enthält meist Hydroxybiphenyle. Letztere können vom Phenol abgetrennt werden.

## Verwendung
Hydroxybiphenyle haben bakterizide und fungizide Wirkung und können als Desinfektions- und Konservierungsmittel eingesetzt werden.
2-Hydroxybiphenyl wird wegen seiner bakteriziden Wirkung sowie der Wirksamkeit gegen Hefen und Schimmelpilze bei der Herstellung von Desinfektionsmitteln in der chemischen Industrie und Kosmetikindustrie sowie als Färbebeschleuniger bei der Chemiefaserfärbung verwendet. Im Lebensmittelbereich wird 2-Hydroxyphenol als Schimmelschutzmittel zur Oberflächenbehandlung von Citrusfrüchten verwendet. Bis November 2014 war 2-Hydroxyphenol als Lebensmittelzusatzstoff E 231 zugelassen. Seither ist der Stoff den gesetzlichen Regelungen der Pflanzenschutzmittel unterworfen.
4-Hydroxybiphenyl wird zur Herstellung von Kunststoffen und Emulgatoren, als Antioxidans für Fett- und Ölprodukte, Holzkonservierungsmittel, Saatbeizmittel, bei der Produktion von Azofarbstoffen, als Carrier bei Textilfärbungen und zur quantitativen Bestimmung von Muraminsäuren eingesetzt.